# IC 3410
IC 3410 ist eine linsenförmige Galaxie vom Hubble-Typ So? im Sternbild Coma Berenices. Zur Milchstraße hat sie eine Entfernung von schätzungsweise 642 Millionen Lichtjahren.
Das Objekt wurde am 7. Mai 1904 vom amerikanischen Astronom Royal Frost entdeckt.